# Open Data Protocol
L'Open Data Protocol (OData) est un protocole permettant le partage de données, basé sur AtomPub.
Attention à ne pas confondre avec la notion d’Open Data.
Les spécifications d'OData sont publiées sous Microsoft Open Specification Promise (OSP), garantissant le format ouvert par l'absence de poursuites basées sur les brevets logiciels.
Microsoft a publié un SDK comprenant des bibliothèques PHP, Java, JavaScript, webOS, .Net et pour iPhone.

## Tools
- Nucleon Database Manager - OData Browser